# Scott Steele
Randall Scott Steele (* 26. Februar 1958 in Newport) ist ein ehemaliger US-amerikanischer Windsurfer.

## Erfolge
Scott Steele nahm an den Olympischen Spielen 1984 in Los Angeles in der Bootsklasse Windglider teil. Mit 46 Punkten behauptete er sich knapp vor Bruce Kendall mit 46,4 Punkten und gewann als Zweiter hinter Stephan van den Berg die Silbermedaille. In der Qualifikation für die Olympischen Spiele 1988 wurde er Dritter, sodass der US-amerikanische Startplatz an Michael Gebhardt ging, dessen Trainingspartner er in der Olympiavorbereitung wurde.
Er studierte am St. Mary’s College of Maryland.